# ブルゲンラント郡
ブルゲンラント郡（ドイツ語：Burgenlandkreis）は、ドイツ中部のザクセン＝アンハルト州南部の郡。
郡都はナウムブルク。
2018年12月31日の人口は18万190人。

## 歴史
2007年、旧ブルゲンラント郡とヴァイセンフェルス郡を合併して設置された。
7月16日に議会で改名が決定し、8月1日に施工された。
2015年、カルスドルフ村で発掘された新石器時代初期(7200年前)の人骨からハプログループT (Y染色体)と母系制のH1型が検出された。

## 下位行政区分
人口は2018年12月31日の値。
- ヴァイセンフェルス：4万409人
- ナウムブルク(郡都)：3万2755人
- ツァイツ（英語版）：2万7955人
- ホーエンメルゼン（英語版）：9565人
- リュッツェン（英語版）：8546人
- エルステラウェ（英語版）：8206人
- トイヘルン（英語版）：8077人

### 連合自治体
- アン・デア・フィンネ（英語版）
- ドロイスイガー＝ツァイツァー・フォルスト（英語版）
- ウンシュトルタル（英語版）
- ヴェータウタール（英語版）